# Левинсон, Джей Конрад
Джей Конрад Левинсон (англ. Jay Conrad Levinson) (10 февраля 1933 г. — 10 октября 2013 г.) — американский писатель. Наиболее известен как автор книги «Партизанский маркетинг».

## Биография
Родился в городе Детройт, вырос в Чикаго. Обучался в Колорадском университете. Работал в американском рекламном агентстве Leo Burnett Worldwide.
Ввел термин «партизанский маркетинг» (англ. guerrilla marketing) — обозначающий малобюджетные способы рекламы и маркетинга, позволяющие эффективно продвигать свой товар или услугу, привлекать новых клиентов и увеличивать свою прибыль, не вкладывая или почти не вкладывая денег. Первым произведением, где он описал данную сферу, является книга 1984 года «Партизанский маркетинг». Левинсон посвятил данной теме около 20 книг.

## Список произведений
- Jay Conrad Levinson. Guerilla Marketing: Secrets for Making Big Profits from Your Small Business. — Houghton Mifflin Harcourt, 1985. — 226 p. — ISBN 978-0395353509.
- Jay Conrad Levinson, Paul R. J. Hanley. The Guerrilla Marketing Revolution: Precision Persuasion of the Unconscious Mind. — Piatkus Books, 2005. — 192 p. — ISBN 978-0749926113.
- Jay Conrad Levinson, Al Lautenslager. Guerrilla Marketing In 30 Days. — Entrepreneur Press, 2006. — 180 p. — ISBN 978-1599180434.
- Джей Конрад Левинсон. Партизанский маркетинг. Простые способы получения больших прибылей при малых затратах. — М.: Манн, Иванов и Фербер, 2012. — С. 432. — ISBN 978-5-91657-485-2.